# نیروی زمینی شوروی
نیروهای زمینی شوروی (به روسی: Советские сухопутные войска) نیروی زمینی زیرمجموعه نیروهای مسلح شوروی بود، که در سال ۱۹۴۶ تأسیس شد و در سال ۱۹۹۱ منحل گردید.

## تجهیزات در سال ۱۹۹۰

### تانک‌ها
- ۴۰۰۰ تی-۸۰[۲]

- ۱۰۰۰۰ تی-۷۲[۳]
- ۹۷۰۰ تی-۶۴[۴]

- ۱۱۳۰۰ تی-۶۲[۵]

- ۱۹۰۰۰ تی-۵۵[۶]

- به‌میزان نامعلوم تی-۱۰

- ۱۰۰۰ پی تی-۷۶[۷]

- ای تی ۱

### خودروهای جنگی پیاده‌نظام
- ۱۴۳۵۳ بی ام پی-۱[۸]
- ۴۰۰۰ بی ام پی-۲
- تعداد نامعلوم بی ام پی-۳
- تعداد نامعلوم بی ام دی-۱
- تعداد نامعلوم بی ام دی-۲
- تعداد نامعلوم بی ام دی-۳

### هوانوردی
- میل می-۶

- میل می-۸

- میل می-۲۴

- توپولف تو-۱۴۱

- توپولف تو-۱۴۳

- توپولف ۱۷ آر

## نگارخانه
- تی-۸۰

- تی-۷۲

- تی-۶۴

- تی-۶۲

- تی-۵۵

- تی-۱۰

- پی تی-۷۶